# Horst Hrubesch
Horst Hrubesch (født 17. april 1951) er en tidligere tysk fodboldspiller, der i perioden 1980-1982 spillede 21 landskampe og scorede 6 mål. På trods af de relativt få optrædener har han en stor plads i tysk landsholdshistorie, da han ved Europamesterskabet i fodbold 1980 scorede begge mål i finalesejren på 2-1 over Belgien, som skaffede Vesttyskland sin anden EM-titel. På klubplan var han primært knyttet til de tyske klubber Rot-Weiss Essen og særligt Hamborg SV. Hos sidstnævnte vandt vandt han Mesterholdenes Europa Cup finale 1983 og tre Bundesliga-titler. Som spiller var han især kendt for sin fysik og for sine meget hårde og præcise hovedstød, hvilket i hjemlandet gav ham øgenavnet "Das Kopfball Ungeheuer" - på dansk "hovedstødsuhyret".